# SC Freital
Der SC Freital (offiziell Sportclub Freital e. V.) ist ein Sportverein aus dem sächsischen Freital.

## Geschichte
Der Verein entstand als Hainsberger SV nach der politischen Wende aus dem Zusammenschluss von den Abteilungen Freizeitsport, Fußball, Schwimmen, Gymnastik, Tennis, Boxen, Volleyball, Kegeln und Tischtennis der ehemaligen Betriebssportgemeinschaften Fortschritt Hainsberg, Stahl Freital und Fördertechnik Freital. Zu Jahresbeginn 1995 fusionierte der Hainsberger SV mit dem TuS Freital.
Sitz und Vereinsheim des Hainsberger SV war das Johannes-May-Stadion in Hainsberg. Durch die Lage direkt an der Weißeritz wurden beim Hochwasser 2002 die gerade sanierten Funktionsgebäude zerstört, sodass Ersatzneubauten errichtet werden mussten. Zu Beginn der 2010er Jahre wurde das Vereinsheim aufgestockt und um Umkleiden, Büros sowie einen Konferenzraum erweitert.
Mit dem Zusammenschluss des Hainsberger SV mit den beiden Freitaler Vereinen FV Blau-Weiß Stahl Freital und SG Motor Freital zum 1. Juli 2020 entstand der Sportclub Freital. Rechtlich handelte es sich um einen Beitritt von Stahl und Motor Freital zum Hainsberger SV, der sich anschließend mit einer neuen Satzung in SC Freital umbenannte. Erster Präsident des SC Freital wurde der bisherige Vorsitzende des Hainsberger SV, Jörg Schneider.

## Abteilungen
Der SC Freital ist in den Sportarten Bogensport, Boxen, Fußball, Leichtathletik, Line Dance, Rhythmische Sportgymnastik, Schwimmen, Tennis, Tischtennis und Volleyball aktiv. Des Weiteren existieren die Abteilungen Kindersport, Fitness und Rehasport.
Die erste Herrenmannschaft im Fußball spielte bis zur Saison 2009/10 in der Kreisliga A Weißeritzkreis. Am Ende der Saison gelang der Aufstieg in die Bezirksklasse Dresden bzw. Mitte, aus der man nach drei Jahren zum Saisonende 2012/13 wieder in die Kreisoberliga abstieg. Den Wiederaufstieg gab es zum Ende der Saison 2015/16 in die Landesklasse Mitte, 2019/20 noch als Hainsberger SV in die Sachsenliga, in der man dann als SC Freital startete und in einer aufgrund der COVID-19-Pandemie abgebrochenen Saison im Relegationsspiel um den Aufstieg in die Fußball-Oberliga Nordost an Budissa Bautzen scheiterte. In der Folgesaison war der SC Freital 17 Spieltage Tabellenführer und stand drei Spieltage vor Saisonende als Aufsteiger in die Oberliga Nordost fest. Am letzten Spieltag sicherte man sich auch die Meisterschaft.
Die Volleyballerinnen wurden 2022 mit der ehemaligen Nationalspielerin Corina Ssuschke-Voigt Sachsenmeister und stiegen in die Regionalliga Ost auf.

## Sportstätten
Aufgrund seiner Vereinsgeschichte nutzt der Verein eine Vielzahl von Sportstätten in Freital. Dies sind u. a.:
- Johannes-May-Stadion in Freital-Hainsberg
- Stadion am Burgwartsberg in Freital-Potschappel
- WGF-Arena – Stadion des Friedens in Freital-Burgk
- Freizeitzentrum Hains in Freital-Hainsberg
- Turnhalle Sauberg in Freital-Potschappel

## Personen
- Gerold Bellmann, Torwarttrainer
- Robin Fluß, Fußballspieler
- Oliver Genausch, Fußballspieler
- Akaki Gogia, Fußballspieler
- Maike Herzog, Volleyballspielerin
- Matti Kamenz, Fußballspieler
- Markus Scholz, Fußballspieler
- Corina Ssuschke-Voigt, Volleyballspielerin